# Pomiechówek (gemeente)
De gemeente Pomiechówek is een landgemeente in het Poolse woiwodschap Mazovië, in powiat Nowodworski (Mazovië).
Op 30 juni 2004 telde de gemeente 8816 inwoners.

## Oppervlakte gegevens
In 2002 bedroeg de totale oppervlakte van gemeente Pomiechówek 102,31 km², waarvan:
- agrarisch gebied: 55%
- bossen: 32%

De gemeente beslaat 14,79% van de totale oppervlakte van de powiat.

## Demografie
Stand op 30 juni 2004:
| Omschrijving                   | Totaal | Totaal | Vrouwen | Vrouwen | Mannen | Mannen |
| ------------------------------ | ------ | ------ | ------- | ------- | ------ | ------ |
| eenheid                        | aantal | %      | aantal  | %       | aantal | %      |
| inwoners                       | 8816   | 100    | 4581    | 52      | 4235   | 48     |
| bevolkingsdichtheid (inw./km²) | 86,2   | 86,2   | 44,8    | 44,8    | 41,4   | 41,4   |

In 2002 bedroeg het gemiddelde inkomen per inwoner 1241,49 zł.

## Administratieve plaatsen (sołectwo)
Błędowo, Błędówko, Brody - Brody-Parcele, Bronisławka, Cegielnia-Kosewo, Czarnowo, Falbogi Borowe, Goławice Drugie, Goławice Pierwsze, Kikoły, Kosewko, Kosewo, Nowe Orzechowo, Nowy Modlin, Pomiechowo, Pomiechówek, Pomocnia, Stanisławowo, Stare Orzechowo, Szczypiorno, Śniadówko, Wola Błędowska, Wójtostwo, Wólka Kikolska, Wymysły, Zapiecki.

## Aangrenzende gemeenten
Nasielsk, Nowy Dwór Mazowiecki, Serock, Wieliszew, Zakroczym